# Kristni saga
Kristni saga eller Kristendomssaga er en middelalderlig saga om, hvordan kristendommen blev indført på Island.
Den står opført i Hauksbók på sidene som kommer umiddelbart efter Landnamabok. På moderne dansk kan denne sagaen kaldes for "Kristendomssagaen", idet det islandske eller norrøne ord kristni betyder kristendom. Det antages at det er forfatteren af Hauksbok, som også har skrevet eller sammensat Kristni saga.
Ved sagaens begyndelse spiller Torvald, Fredrik, Tangbrand og Olav Tryggvason hovedrollerne, men da historien nærmer sig sit klimaks er det Hjalte, Gissur og lovsigemanden Torgeir som driver hændelsesforløbet frem, sådan at kristendommen bliver indført på tinget som ny sæd og skik.
Efter dette nævnes der også meget om biskopperne Gissur og Isleif. Men alt i alt er dette en saga som må kaldes 'knudret', da den indeholder et meget stort personregister og mængder af små detaljer om hvad der kunne ske uden at læseren altid kan se en klar linje. Sagaen er heller ikke lang, kun omkring 7000 ord. Ikke desto mindre er den vigtig da den fortæller i stor detalje om, hvordan denne betydningsfulde historiske proces fandt sted; i sagaen er de oplysninger samlet fra tiden da den kristne forkyndelsen begyndte, kort tid før år 1000 og frem til året 1118. 
Det vides ikke nøjagtig, hvilke kilder sagaens forfatter har benyttet. Nogle af kilderne er nok tabt og antagelig bygger Kristni saga også på mundtlig overlevering. Af kendte kilder kan nævnes Olav Tryggvasons saga, Gunnlaug Ormstunges saga og Íslendingabók. Værkets tilblivelsestidspunkt er uvis, skønt det er rimeligt at antage at den blev skrevet en gang omkring år 1200.
Sagaen blev udgivet på dansk af Frederik Winkel Horn i 1871, og på tysk af Bernhard Kahle i 1905.